# Нарвска култура
Нарвска култура је била неолитска археолошка култура названа по својим главним археолошким налазиштима уз обе обале реке Нарве у источној Европи. Трајала је од 5300. до 1750. године пре нове ере на подручју савремених држава Естоније, Летоније, Литваније, Русије (Псковска и Лењинградска област), те делова Пољске и Белорусије. Претходила јој је мезолитска Кундска култура, а наследила је Култура линеарне керамике.
Људи су се у овом периоду у основи бавили ловом, риболовом и скупљањем плодова, а средином неолита постепено почиње да се развија занатска делатност. Људи иако у основи ловци и скупљачи нису живели номадским животом већ су дуго времена проводили у истим насељима.